# Mensur Suljović
Mensur Suljović (* 5. března 1972 Tutin) je rakouský profesionální hráč šipek. Hraje na turnajích Professional Darts Corporation (PDC), kam přestoupil z British Darts Organisation (BDO) v roce 2007. Jeho největším úspěchem je vítězství v Champions League, když v roce 2017 porazil ve finále Garyho Andersona. Tomuto hráči pak podlehl o rok později v nejdelším finále historie World Matchplay, když v dramatické koncovce prohrál 19–21. Již dvakrát hrál finále týmového turnaje World Cup of Darts, nicméně na titul nedosáhl.

## Výsledky na mistrovství světa

### BDO
- 2002: Druhé kolo (porazil ho Mervyn King 1–3)

### PDC
- 2008: Druhé kolo (porazil ho John Part 1–4)
- 2009: Druhé kolo (porazil ho Mark Dudbridge 0–4)
- 2010: První kolo (porazil ho Kevin Painter 1–3)
- 2011: Třetí kolo (porazil ho Wes Newton 0–4)
- 2012: První kolo (porazil ho Paul Nicholson 1–3)
- 2014: První kolo (porazil ho Mark Webster 2–3)
- 2015: První kolo (porazil ho Michael Smith 1–3)
- 2016: Třetí kolo (porazil ho Adrian Lewis 0–4)
- 2017: Druhé kolo (porazil ho Mark Webster 3–4)
- 2018: Třetí kolo (porazil ho Dimitri Van den Bergh 0–4)
- 2019: Druhé kolo (porazil ho Ryan Searle 1–3)
- 2020: Druhé kolo (porazila ho Fallon Sherrocková 1–3)
- 2021: Třetí kolo (porazil ho Gary Anderson 3–4)
- 2022: Druhé kolo (porazil ho Alan Soutar 2–3)
- 2023: Třetí kolo (porazil ho Michael van Gerwen 2–4)
- 2025: První kolo (porazil ho Matt Campbell 2–3)

## Finálové zápasy

### Major turnaje PDC: 3 (1 titul)
| Legenda                         |
| ------------------------------- |
| World Matchplay (0–1)           |
| Champions League of Darts (1–0) |
| Mistrovství Evropy (0–1)        |

| Výsledek  | No. | Rok  | Turnaj                    | Soupeř             | Skóre     |
| --------- | --- | ---- | ------------------------- | ------------------ | --------- |
| Finalista | 1.  | 2016 | Mistrovství Evropy        | Michael van Gerwen | 1–11 (l)  |
| Vítěz     | 1.  | 2017 | Champions League of Darts | Gary Anderson      | 11–9 (l)  |
| Finalista | 2.  | 2018 | World Matchplay           | Gary Anderson      | 19–21 (l) |

### Světová série PDC: 1 (1 titul)
| Legenda                     |
| --------------------------- |
| World Series of Darts (1–0) |

| Výsledek | No. | Rok  | Turnaj               | Soupeř                | Skóre   |
| -------- | --- | ---- | -------------------- | --------------------- | ------- |
| Vítěz    | 1.  | 2018 | German Darts Masters | Dimitri Van den Bergh | 8–2 (l) |

### Týmové turnaje PDC: 2
| Výsledek  | No. | Rok  | Turnaj             | Tým      | Spoluhráč            | Soupeři                                 | Skóre    |
| --------- | --- | ---- | ------------------ | -------- | -------------------- | --------------------------------------- | -------- |
| Finalista | 1.  | 2021 | World Cup of Darts | Rakousko | Rowby-John Rodriguez | Skotsko – Peter Wright a John Henderson | 1–3 (z)  |
| Finalista | 2.  | 2024 | World Cup of Darts | Rakousko | Rowby-John Rodriguez | Anglie – Luke Humphries a Michael Smith | 6–10 (l) |

## Výsledky na turnajích

### BDO
| Turnaj               | 1999              | 2000              | 2001              | 2002 | 2003 |
| -------------------- | ----------------- | ----------------- | ----------------- | ---- | ---- |
| Mistrovství světa    | Nekvalifikoval se | Nekvalifikoval se | Nekvalifikoval se | 2R   | DNQ  |
| Winmau World Masters | 4R                | Prel.             | QF                | DNQ  | 2R   |

### PDC
| Turnaj                          | 2008              | 2009              | 2010              | 2011              | 2012              | 2013              | 2014              | 2015              | 2016              | 2017           | 2018 | 2019 | 2020           | 2021           | 2022              | 2023              | 2024              | 2025           |
| ------------------------------- | ----------------- | ----------------- | ----------------- | ----------------- | ----------------- | ----------------- | ----------------- | ----------------- | ----------------- | -------------- | ---- | ---- | -------------- | -------------- | ----------------- | ----------------- | ----------------- | -------------- |
| Hodnocené televizní turnaje     |                   |                   |                   |                   |                   |                   |                   |                   |                   |                |      |      |                |                |                   |                   |                   |                |
| Mistrovství světa               | 2R                | 2R                | 1R                | 3R                | 1R                | DNQ               | 1R                | 1R                | 3R                | 2R             | 3R   | 2R   | 2R             | 3R             | 2R                | 3R                | DNQ               | 1R             |
| World Masters                   | Nekonalo se       | Nekonalo se       | Nekonalo se       | Nekonalo se       | Nekonalo se       | Nekvalifikoval se | Nekvalifikoval se | Nekvalifikoval se | Nekvalifikoval se | QF             | SF   | QF   | 1R             | 2R             | Nekvalifikoval se | Nekvalifikoval se | Nekvalifikoval se | PR             |
| UK Open                         | Nekvalifikoval se | Nekvalifikoval se | Nekvalifikoval se | Nekvalifikoval se | Nekvalifikoval se | 1R                | QF                | QF                | 5R                | DNP            | DNP  | 5R   | 6R             | 5R             | 6R                | 4R                | 5R                | 5R             |
| World Matchplay                 | Nekvalifikoval se | Nekvalifikoval se | Nekvalifikoval se | Nekvalifikoval se | Nekvalifikoval se | 1R                | DNQ               | QF                | 2R                | QF             | F    | 2R   | 2R             | WD             | Nekvalifikoval se | Nekvalifikoval se | Nekvalifikoval se |                |
| World Grand Prix                | Nekvalifikoval se | Nekvalifikoval se | Nekvalifikoval se | Nekvalifikoval se | Nekvalifikoval se | Nekvalifikoval se | Nekvalifikoval se | SF                | 1R                | SF             | SF   | 1R   | 1R             | 1R             | Nekvalifikoval se | Nekvalifikoval se | Nekvalifikoval se |                |
| Mistrovství Evropy              | 2R                | 2R                | DNQ               | 1R                | 1R                | 1R                | 1R                | 1R                | F                 | QF             | 1R   | 1R   | 2R             | QF             | Nekvalifikoval se | Nekvalifikoval se | Nekvalifikoval se |                |
| Grand Slam of Darts             | Nekvalifikoval se | Nekvalifikoval se | Nekvalifikoval se | Nekvalifikoval se | Nekvalifikoval se | Nekvalifikoval se | Nekvalifikoval se | Nekvalifikoval se | RR                | QF             | SF   | DNQ  | DNQ            | 2R             | RR                | DNQ               | RR                |                |
| Players Championship Finals     | NH                | Nekvalifikoval se | Nekvalifikoval se | Nekvalifikoval se | Nekvalifikoval se | Nekvalifikoval se | Nekvalifikoval se | SF                | 1R                | 2R             | WD   | 3R   | WD             | 1R             | 1R                | DNQ               | 1R                |                |
| Nehodnocené televizní turnaje   |                   |                   |                   |                   |                   |                   |                   |                   |                   |                |      |      |                |                |                   |                   |                   |                |
| Premier League Darts            | Nezúčastnil se    | Nezúčastnil se    | Nezúčastnil se    | Nezúčastnil se    | Nezúčastnil se    | Nezúčastnil se    | Nezúčastnil se    | Nezúčastnil se    | Nezúčastnil se    | Nezúčastnil se | 9.   | 6.   | Nezúčastnil se | Nezúčastnil se | Nezúčastnil se    | Nezúčastnil se    | Nezúčastnil se    | Nezúčastnil se |
| World Cup of Darts              | NH                | NH                | QF                | NH                | 2R                | 1R                | 2R                | 2R                | QF                | QF             | 1R   | QF   | QF             | F              | 2R                | RR                | F                 | RR             |
| World Series of Darts Finals    | Nekonalo se       | Nekonalo se       | Nekonalo se       | Nekonalo se       | Nekonalo se       | Nekonalo se       | Nekonalo se       | DNQ               | 2R                | 1R             | 2R   | SF   | 1R             | DNP            | DNP               | DNQ               | DNQ               |                |
| Bývalé televizní turnaje        |                   |                   |                   |                   |                   |                   |                   |                   |                   |                |      |      |                |                |                   |                   |                   |                |
| Champions League of Darts       | Nekonalo se       | Nekonalo se       | Nekonalo se       | Nekonalo se       | Nekonalo se       | Nekonalo se       | Nekonalo se       | Nekonalo se       | DNQ               | W              | SF   | DNQ  | Nekonalo se    | Nekonalo se    | Nekonalo se       | Nekonalo se       | Nekonalo se       | Nekonalo se    |
| Statistika                      |                   |                   |                   |                   |                   |                   |                   |                   |                   |                |      |      |                |                |                   |                   |                   |                |
| Pořadí v žebříčku na konci roku | 58                | 47                | 50                | 50                | 46                | 44                | 40                | 21                | 8                 | 5              | 7    | 11   | 20             | 26             | 30                | 55                | 56                |                |

| Legenda | Legenda | Legenda | Legenda        | Legenda | Legenda           | Legenda | Legenda     | Legenda | Legenda   |
| ------- | ------- | ------- | -------------- | ------- | ----------------- | ------- | ----------- | ------- | --------- |
| #R      | kolo    | QF      | čtvrtfinále    | SF      | semifinále        | F       | finalista   | W       | vítěz     |
| RR      | skupina | DNP     | nezúčastnil se | DNQ     | nekvalifikoval se | NH      | nekonalo se | WD      | odstoupil |